# Zasłonak bukowy

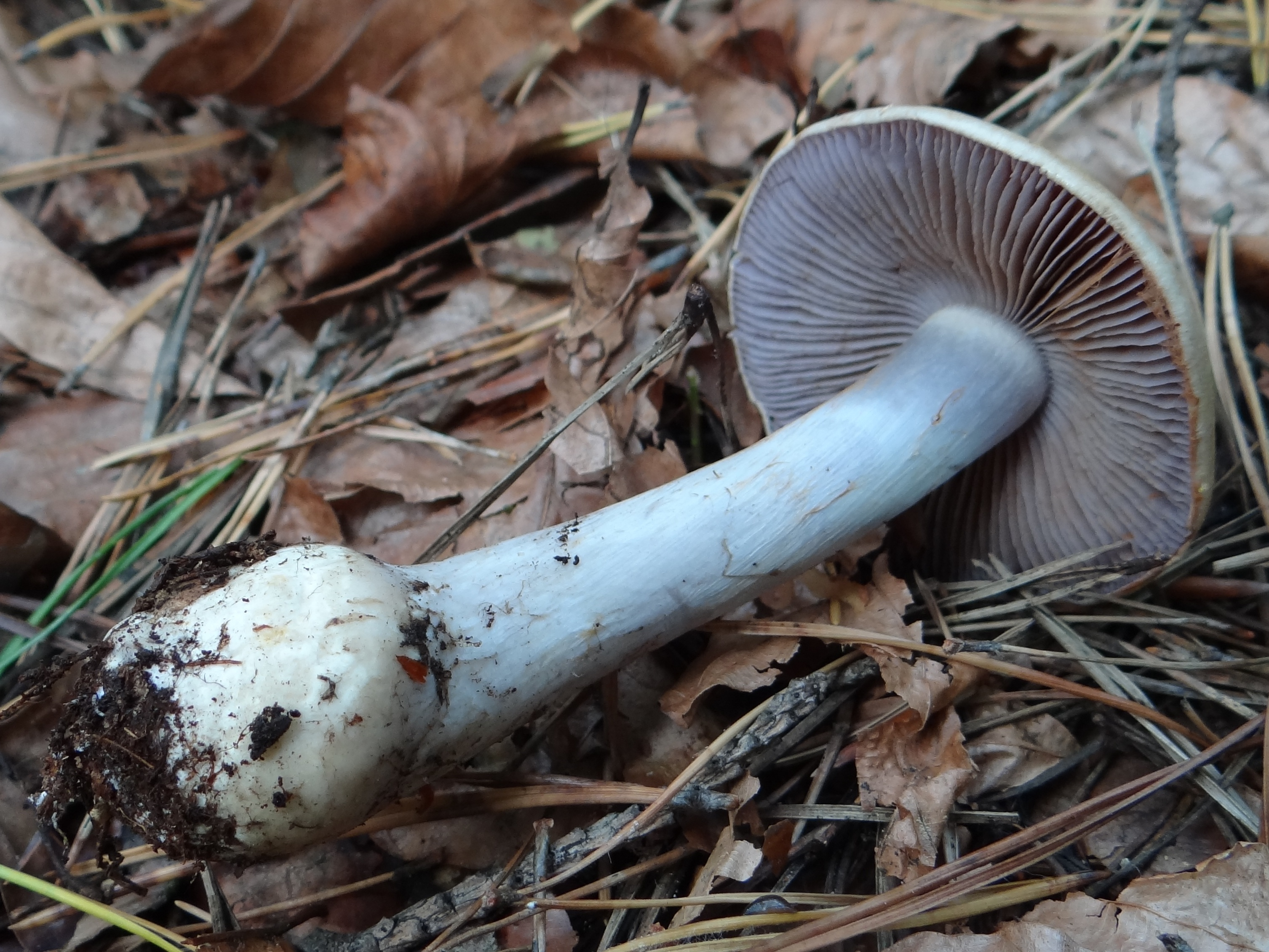

Zasłonak bukowy (Phlegmacium amoenolens (Rob. Henry ex P.D. Orton) Niskanen & Liimat.) – gatunek grzybów należący do rodziny zasłonakowatych (Cortinariaceae).

## Systematyka i nazewnictwo
Pozycja w klasyfikacji według Index Fungorum: Phlegmacium, Cortinariaceae, Agaricales, Agaricomycetidae, Agaricomycetes, Agaricomycotina, Basidiomycota, Fungi.
Po raz pierwszy opisali go Robert Henry i Peter Darbishire Orton w 1960 r., nadając mu nazwę Cortinarius amoenolens. Obecną nazwę nadali mu Tuula Niskanen i Kare Liimatainen w 2022 r.
Synonimy:
- Cortinarius amoenolens Rob. Henry 1943
- Cortinarius amoenolens Rob. Henry ex P.D. Orton 1960
- Phlegmacium amoenolens (Rob. Henry) M.M. Moser 1960
- Phlegmacium amoenolens (Rob. Henry) M.M. Moser 1953[2].

Polską nazwę nadał Andrzej Nespiak w 1975 r. dla synonimu Cortinarius amoenolens Jest niespójna z aktualną nazwą naukową.

## Morfologia
Kapelusz
Średnica 5–12 cm, za młodu półkulisty, potem płaskowypukły, często z tępym garbem. Powierzchnia gładka, śliska, błyszcząca, od żółtawej do ochrowej, czasami z oliwkowym odcieniem. Na brzegu często rdzawe resztki zasnówki.
Blaszki
Przyrośnięte, średnio gęste, początkowo białawoszare, potem od zarodników rdzawe.
Trzon
Wysokość 5–14 cm, grubość 1–3 cm, walcowaty z wyraźną bulwą o średnicy do 4,5 cm. Powierzchnia gładka, biaława lub niebieskawa, u podstawy z resztkami osłony.
Miąższ
Białawy do niebieskawego, pod skórką kapelusza żółtawy, w górnej części trzonu niebieski. Zapach łagodny, kapelusz o wyraźnie gorzkim smaku.
Zarodniki
O rozmiarach 10–13 × 6–7 μm, wrzecionowate.

## Występowanie i siedlisko
Znane są jego stanowiska głównie w Europie. Poza Europą opisano jego występowanie tylko w prowincji Kolumbia Brytyjska w Kanadzie. W piśmiennictwie naukowym na terenie Polski podano kilka stanowisk (Endler, 1971, Ławrynowicz i inni 2002, Ślusarczyk i inni 2015).
Grzyb naziemny. Występuje w lasach liściastych i mieszanych, głównie pod bukami i dębami. Owocniki tworzy od września do listopada.